# Polyphrix atlanticus
Polyphrix atlanticus är en stekelart som beskrevs av Nogueira och Aguiar 2005. Polyphrix atlanticus ingår i släktet Polyphrix och familjen brokparasitsteklar. Inga underarter finns listade i Catalogue of Life.